# Gary Kikaya
Gary Senga Kikaya (Lubumbashi, 4 febbraio 1980) è un velocista congolese (Repubblica Democratica del Congo).
All'età di 12 anni si trasferisce con la famiglia a Johannesburg, in Sudafrica, dove il padre è stato ambasciatore. Come per la maggior parte dei giovani sudafricani si è avvicinato allo sport con rugby e calcio.

## Carriera scolastica
Ha frequentato la Queens High School di Johannesburg, dove ha militato come atleta nella categoria senior nel 1999 dopo aver visto la Coppa del Mondo disputata l'anno precedente a Johannesburg.
Dopo aver vinto una borsa di studio della Rand Afrikaans University (RAU), conosciuta adesso come Università di Johannesburg (UJ), è passato successivamente all'Università del Tennessee, dove si è laureato in sociologia.

## Famiglia
Gary è il figlio dell'ambasciatore Kikaya bin Karubi, precedentemente Ministro dell'Informazione e Assistente Speciale del Presidente Joseph Kabila. Kikaya attualmente vive e lavora a Raleigh (Carolina del Nord).

## Palmarès
| Anno | Manifestazione      | Sede     | Evento      | Risultato  | Prestazione | Note                                     |
| ---- | ------------------- | -------- | ----------- | ---------- | ----------- | ---------------------------------------- |
| 2004 | Mondiali indoor     | Budapest | 400 m piani | Bronzo     | 46"30       | Miglior prestazione personale stagionale |
| 2006 | Campionati africani | Bambous  | 400 m piani | Oro        | 45"03       |                                          |
| 2007 | Mondiali            | Osaka    | 400 m piani | Semifinale | 45"14       |                                          |
| 2008 | Giochi olimpici     | Pechino  | 400 m piani | Semifinale | 44"94       |                                          |
| 2009 | Mondiali            | Berlino  | 400 m piani | Batteria   | dq          |                                          |
| 2010 | Campionati africani | Nairobi  | 400 m piani | Bronzo     | 45"28       |                                          |
| 2011 | Giochi panafricani  | Maputo   | 400 m piani | Batteria   | 49"23       |                                          |

## Record personali
- 200 m - 20"40 - 2006
- 300 m - 31"95 - 2005
- 400 m - 44"10 - 2006
- 55 m indoor - 6"20 - 2005
- 200 m indoor - 21"23 - 2003
- 400 m indoor - 45"71 2003

| Progressione sui 400 m | Progressione sui 400 m |
| Anno                   | Tempo                  |
| ---------------------- | ---------------------- |
| 2001                   | 45"58                  |
| 2002                   | 44"53                  |
| 2006                   | 44"10                  |